# Dodge New Value
Der Dodge New Value (oder auch: Dodge DU-Serie) war ein PKW der Marke Dodge in Detroit, der als ein Nachfolger der Modelle Standard / Special / Deluxe im Januar 1935 vorgestellt wurde.
Der Wagen hatte – wie seine Vorgänger Dodge Standard, Dodge Special und Dodge Deluxe – einen seitengesteuerten Sechszylinder-Reihenmotor mit 3569 cm³, der 87 bhp (64 kW) bei 3600/min leistete. Einscheiben-Trockenkupplung, Dreiganggetriebe und Hinterradantrieb hatte auch dieses Fahrzeug. Auf Wunsch war eine Halbautomatik (durch Vakuum automatisch betätigte Kupplung) verfügbar.
Der New Value war mit zwei Radständen erhältlich: Die meisten Aufbauten gab es auf dem Fahrgestell mit 2946 mm Radstand; die 7-sitzige Limousine und die 5-sitzige "Caravan"-Limousine hatten 3251 mm Radstand. Die Karosserien waren überarbeitet worden: Ein schmaler, nach hinten geneigter Kühlergrill und eine stärker geneigte Frontscheibe ließen die um 92,5 mm tiefer gelegten Fahrzeuge windschnittiger erscheinen. Als neue Ganzstahl-Aufbauten wurden eine 2- oder 4-türige Limousine, jeweils in "Normalausführung" (ohne Kofferraum) und in "Touringausführung" (mit Fließheck und hinten angeschlossenem Kofferraum) angeboten. Daneben gab zwei unterschiedliche 2-türige Coupés (Business und R/S), und ein 2-türiges Cabriolet auf dem kurzen Fahrgestell. R/S-Coupe und Cabriolet gab es wahlweise mit 2 oder 4 Sitzplätzen. Das lange Fahrgestell wurde auch ohne Aufbauten, aber mit allen mechanischen Komponenten, geliefert, sodass die Kunden sich von Karosseriebauern eigene Aufbauten anfertigen lassen konnten.
An technischen Neuerungen boten die Wagen eine Startautomatik (halbautomatischer Choke), eine Servolenkung und ausstellbare Windschutzscheiben.
Bereits im November 1935 wurde der New Value vom Modell Beauty Winner abgelöst.